# Austrolimnophila deltoides
Austrolimnophila deltoides är en tvåvingeart som beskrevs av Alexander 1960. Austrolimnophila deltoides ingår i släktet Austrolimnophila och familjen småharkrankar.
Artens utbredningsområde är Madagaskar. Inga underarter finns listade i Catalogue of Life.